# Ceratinoptera nahua
Ceratinoptera nahua är en kackerlacksart som först beskrevs av Henri Saussure 1868.  Ceratinoptera nahua ingår i släktet Ceratinoptera och familjen småkackerlackor. Inga underarter finns listade i Catalogue of Life.